# Kepler-351c
Kepler-351c es un planeta extrasolar que forma parte de un sistema planetario formado por al menos tres planetas. Orbita la estrella denominada Kepler-351. Fue descubierto en el año 2014 por la sonda Kepler por medio de tránsito astronómico.